# 維琴尼亞·薩提爾
維琴尼亞·薩提爾（英語：Virginia Satir，1916年6月26日—1988年9月10日，另譯維珍尼亞·沙維雅）是一名來自美國的家庭輔導工作者，她原先是一名教師、社會工作者，後開創並發展了屬於自己的薩提爾模式（The Satir Model），並運用於家族治療中。她相信，不論外在條件如何，在這個世界上，沒有人是無法做出改變的。她也相信，人類可以實現其所想要實現的，可以更正向、更有效率地運用自己。而這樣的信念也促使她去往世界各地開展工作坊，以及家族治療的取向。

## 生平
維琴尼亞·薩提爾出生在美國威斯康星州的农场里，在家中五個孩子中排行老大。

## 重要著作
- 《家庭聯合治療》（Conjoint Family Therapy，1964）
- 《家庭如何塑造人》（Peoplemaking，1972）
- 《尊重自己》（Self Esteem，1975）
- 《與人接觸》（Making Contact，1976）
- 《心的面貌》（Your Many Faces，1978）
- 與John Grinder、Richard Bandler合著《與家庭一同改變》（Changing with familes，1979）

## 相關著作
- 約翰‧貝曼(John Banmen)，《當我遇見一個人： 薩提爾精選集1963-1983》(In Her Own Words. Virginia Satir: Selected Papers 1963-1983)，2019年，繁體中文版由心靈工坊出版，ISBN 978-986-357-151-3
- 《薩提爾成長模式的應用》(Applications of the Satir Growth Model)，2008年，繁體中文版由心靈工坊出版，ISBN 978-986-678-228-2

## 外部連結
- 薩提爾在Avanta.net的簡歷 （页面存档备份，存于）
- Brief biography at Webster University
- Satir Ottawa
- Satir Institute of the Rockies Satir Model Training
- Satir Systems （页面存档备份，存于）
- Virginia Satir group to promote Virginia Satir's work in Europe[永久] started by Phil Stubbington
- Satir Institute of the Southeast （页面存档备份，存于） The Key To Congruence: Learning Opportunities Through the Satir Institute of the Southeast, started by Jean McLendon
- Satirworks: Friends of Satir （页面存档备份，存于） Satirworks is a site dedicated to conversations and work related to the late Virgina Satir.
- 台灣薩提爾人文發展中心 （页面存档备份，存于）

## 註解
1. ↑  . 張老師文化. 1998/04/01: 445頁. ISBN 9576933560.